# Highland Park (Nueva Jersey)
Highland Park es un borough ubicado en el condado de Middlesex en el estado estadounidense de Nueva Jersey. Según el censo de los Estados Unidos de 2020 tenía una población de 15 072 habitantes y su área de tierra es de 1,81 millas cuadradas (4,7 km²), una densidad poblacional de 2,952.25 personas por km².

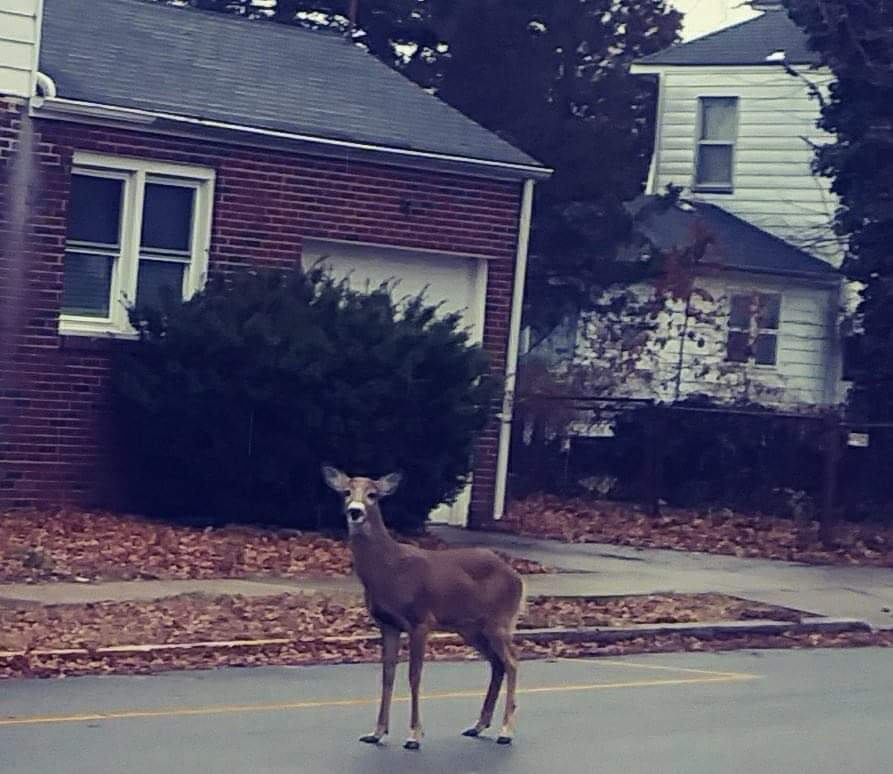
Un ciervo suburbano en Highland Park

## Geografía
Highland Park se encuentra ubicado en las coordenadas 40°30′1″N 74°25′41″O / 40.50028, -74.42806.

## Demografía
Según el censo de los Estados Unidos de 2020 los ingresos medios por hogar en la localidad eran de $83,980 y los ingresos medios per cápita eran $48,834. Alrededor del 8.1 % de la población estaba por debajo del umbral de pobreza.